# Les Billaux
Les Billaux ist eine südwestfranzösische Gemeinde mit 1.163 Einwohnern (Stand: 1. Januar 2022) im Département Gironde in der Region Nouvelle-Aquitaine (vor 2016 Aquitanien). Die Gemeinde gehört zum Arrondissement Libourne und zum Kanton Le Libournais-Fronsadais. Die Einwohner werden Billaudais genannt.

## Lage
Les Billaux liegt etwa 28 Kilometer nordöstlich von Bordeaux an der Isle, die die Gemeinde im Norden und Westen begrenzt. Umgeben wird Les Billaux von den Nachbargemeinden Savignac-de-l’Isle im Norden, Saint-Denis-de-Pile im Nordosten, Lalande-de-Pomerol im Osten, Libourne im Süden, Saillans im Westen und Südwesten sowie Galgon im Nordwesten.
Durch die Gemeinde führt die Autoroute A89.

## Bevölkerungsentwicklung
| Jahr                       | 1962 | 1968 | 1975 | 1982 | 1990 | 1999 | 2006 | 2018 |
| Einwohner                  | 441  | 582  | 721  | 707  | 809  | 816  | 930  | 1169 |
| Quellen: Cassini und INSEE |      |      |      |      |      |      |      |      |

## Sehenswürdigkeiten
- Kirche Saint-Georges aus dem 14. Jahrhundert

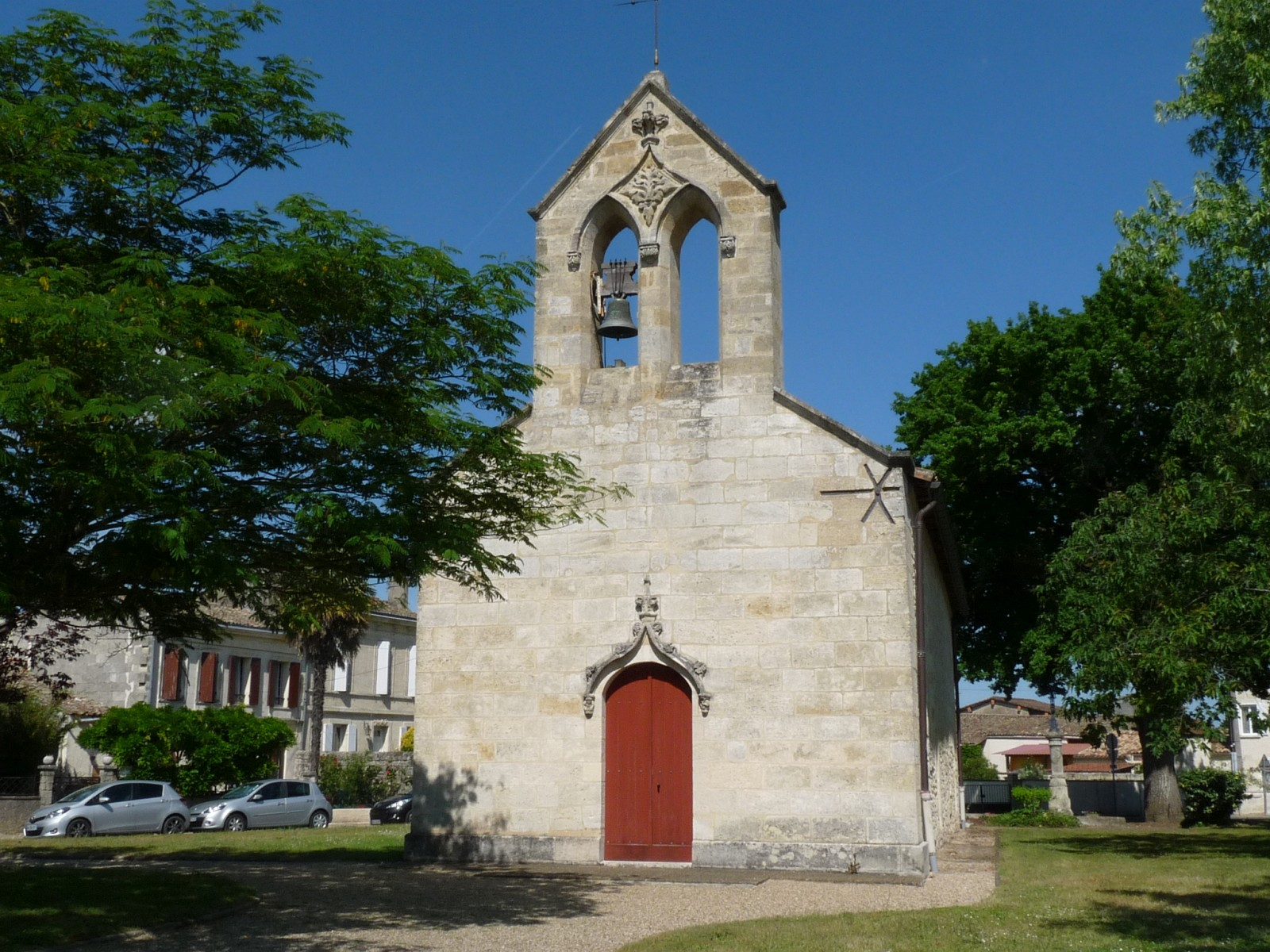
Kirche Saint-Georges